# Район Тайто
35°42′45.52″ пн. ш. 139°46′47.85″ сх. д. / 35.7126444° пн. ш. 139.7799583° сх. д.
Райо́н Тайто́ (яп. 台東区, たいとうく, МФА: [tai̯toː ku̥], «Висотносхідний район») — особливий район в японській столиці Токіо.

## Географія
Площа району Тайто на 1 жовтня 2008 становила близько 10,08 км².

### Місцевості
- Асакуса, Токіо
- Янака, Токіо

## Населення
Населення району Тайто на 1 липня 2011 становило близько 177 385 осіб. Густота населення становила 17 597,7 осіб/км².

## Освіта
- Академія мистецтв Японії
- Токійський національний музей
- Токійський університет мистецтв (головний кампус)

## Туризм
- Сенсодзі
- Парк Уено

## Персоналії
- Коті Момоко (1932—1998) — японська акторка.

## Галерея

Розташування